# Pseudoscourfieldia marina
A Pseudoscourfieldia marina a Pseudoscourfieldiophyceae osztály egyetlen ismert faja.

## Történet
A Pseudoscourfieldiales eredetileg a V. prazinofiton klád volt.
A Pseudoscourfieldia marina eredetileg két különálló faj – Pseudoscourfieldia marina és Pycnococcus provasolii – volt. A Pseudooscourfieldia marinát először Throndsen írta le Scourfieldia marina néven 1969-ben, majd Manton 1975-ben módosította nevét Pseudoscourfieldia marinára, míg a Pycnococcus provasoliit Guillard 1991-ben írta le egy Kellerrel, O'Kellyvel és Floyddal közös cikkében, ahol a két fajt egyesítette is a Pycnococcaceae családban. A Pycnococcaceae családot és a csak azt tartalmazó Pseudoscourfieldiales rendet Melkonian írta le először 1990-ben, de leírása nem bizonyult teljesnek – nem volt latin nyelvű diagnózisa, azt Crépeault, C. Otis, Pombert, Turmel és Lemieux adták meg először.
Adl  et al. 2019-es rendszertanában a Pseudoscourfieldia a Pseudoscourfieldiales Pycnococcaceae családjának egyik nemzetségeként szerepelt.
2024-ben Crépeault  et al. egyesítették a két fajt, mert filogenomikai távolságuk kellően csekélynek bizonyult – a Pycnococcus provasolii CCMP 1203 a Pseudoscourfieldia marina UIO 007-tel összehasonlítva 99,739%-os ptDNS-, illetve 99,918%-os mtDNS-azonosságot mutatott, míg a Pycnococcus provasolii CCAP 190/2 ptDNS-e 99,827, mtDNS-e 99,934%-ig hasonlít a Pseudoscourfieldia marina UIO 007-ére. Filogenomikai alapon leírták a Pseudoscourfieldiophyceae osztályt, mert a Pyramimonadophyceaetől elkülönülő kládnak bizonyult 18S rDNS-, rbcL-, ptDNS- és mtDNS-adatok alapján.

## Genetika
A Pseudoscourfieldia marina mtDNS-e és ptDNS-e egyaránt szekvenált, hosszuk 24 312, illetve 80 212 bp. Mitokondriális genetikai kódjában az általában stopkodonként működő TGA triptofánt (W) kódol, míg az általában leucint (L) kódoló TTA és TTG stopkodonok.
A P. marina UIO 007 ptDNS-e 92, mtDNS-e 35 gént tartalmaz.:1. ábra

## Biokémia
Elsődleges pigmentje prazinoxantin.

## Morfológia
Pikkelyborítással rendelkezik, aktív sejtjei kétostorúak vagy ostor nélküliek, bazális pirenoidja van parietális kloroplasztiszában, melybe a mitokondrium membránjai betüremkednek. A pikkelyek rombusz – például négyzet – alakúak, és az ostorokig is nyúlnak.

## Életciklus
Életciklusa két morfotípus között váltakozik, melyek elsősorban az ostorok és a pikkelyek jelenléte és hiánya terén térnek el. Az úszó sejtek nyújtottak vagy tojás alakúak, hátul ered két eltérő hosszú ostoruk. Sejttestük 3–3,5, rövidebb ostoruk 8–14, hosszabb ostoruk 10–23 μm hosszú. Úszás közben ostoraik párhuzamosak, és hátramutatnak.
Egyostorú sejtek ritkán megfigyelhetők.
Nem ismert a fajban ivaros szaporodás.

## Élőhely
Folyók torkolatában él.